# Касерес, Карла
Карла Касерес (англ. Carla Cáceres) — профессор Университета Иллинойса в Урбане-Шампейне, известная своими исследованиями в области популяционной, общественной и эволюционной экологии, уделяя особое внимание происхождению, поддержанию и функциональному значению биоразнообразия в экосистемах. Она является членом Американской ассоциации развития науки, Экологического общества Америки и Ассоциации наук лимнологии и океанографии.

## Образование и карьера
Интерес Касерес к экологии пресной воды стал очевиден, когда ей было восемь лет, когда она собирала организмы из водоёмов недалеко от своего дома и рассматривала их под микроскопом. Будучи студенткой Мичиганского университета, она защитила докторскую диссертацию в лаборатории Джона Лемана по планктону, обнаруженному в озере Мичиган, что привело к тому, что она стала соавтором статьи, опубликованной в 1993 году.
Она получила степень бакалавра наук по биологии в Мичиганском университете (1991) и степень доктора философии по экологии и эволюционной биологии Корнеллского университета в 1997 году. С 1996 по 2001 год она работала помощником профессионального научного сотрудника в Исследовании естественной истории штата Иллинойс. Касерес начала работать в Университете Иллинойса в Урбане-Шампейне в 1997 году, где в 2012 году получила звание профессора.
С 2012 по 2019 год она была одним из руководителей детского дневного лагеря-музея «Орфей» — «Девочки занимаются наукой!» (англ. "Girls Do Science!"), информационно-просветительской программы, предназначенной для привлечения девочек 2–6 классов к научной деятельности.

## Исследования
Касерес проводит исследования эколого-эволюционных обратных связей в сообществах, особенно в местах, где поверхностные воды находятся в аномальном количестве в результате сильных дождей или снега (ливневые воды); и экологии болезней в сообществе. Её дипломное исследование стало первой количественной оценкой эффекта накопления, экологической теории, определяющей сосуществование видов в экологическом сообществе. Касерес оценила, как эффект накопления повлиял на выживание двух видов водяных блох, Daphnia galeata mendotae и Daphnia pulicaria — статья, которая в 1999 году была удостоена премии Раймонда Л. Линдемана от Ассоциации наук лимнологии и океанографии. Она также изучила роль покоя в выживании яиц дафний, то, как генетическое разнообразие водяных блох способствует их выживанию в недавно заселённых прудах, и изменчивость скорости расселения среди видов зоопланктона.
Часть исследований Касерес рассматривает вопрос о том, как болезни распространяются среди организмов, в частности, как хищничество увеличивает распространение болезней и роль повышения температуры в размножении и передаче паразитов. В 2020 году Касерес участвовала в исследовании с использованием Dapnia pulex для оценки роли воздействия на хозяина паразитарных заболеваний. Эта тема была отмечена прессой как потенциально актуальная во время пандемии COVID-19, учитывая потенциальную передачу болезней между видами животных.

### Избранные публикации
- Cáceres, Carla E. (19 августа 1997). Temporal variation, dormancy, and coexistence: A field test of the storage effect. Proceedings of the National Academy of Sciences. 94 (17): 9171–9175. Bibcode:1997PNAS...94.9171C. doi:10.1073/pnas.94.17.9171. PMC 23092. PMID 11038565.
- Cáceres, Carla E. (1998). Interspecific Variation in the Abundance, Production, and Emergence of Daphnia Diapausing Eggs. Ecology (англ.). 79 (5): 1699–1710. doi:10.1890/0012-9658(1998)079[1699:IVITAP]2.0.CO;2. ISSN 1939-9170.
- Cáceres, Carla E.; Soluk, Daniel A. (1 мая 2002). Blowing in the wind: a field test of overland dispersal and colonization by aquatic invertebrates. Oecologia (англ.). 131 (3): 402–408. Bibcode:2002Oecol.131..402C. doi:10.1007/s00442-002-0897-5. ISSN 1432-1939. PMID 28547712.
- Cáceres, Carla E.; Knight, Christine J.; Hall, Spencer R. (2009). Predator–spreaders: Predation can enhance parasite success in a planktonic host–parasite system. Ecology (англ.). 90 (10): 2850–2858. doi:10.1890/08-2154.1. ISSN 1939-9170. PMID 19886493.
- Colbourne, J. K.; Pfrender, M. E.; Gilbert, D.; Thomas, W. K.; Tucker, A.; Oakley, T. H.; Tokishita, S.; Aerts, A.; Arnold, G. J.; Basu, M. K.; Bauer, D. J.; Caceres, C. E.; Carmel, L.; Casola, C.; Choi, J.-H.; Detter, J. C.; Dong, Q.; Dusheyko, S.; Eads, B. D.; Frohlich, T.; Geiler-Samerotte, K. A.; Gerlach, D.; Hatcher, P.; Jogdeo, S.; Krijgsveld, J.; Kriventseva, E. V.; Kultz, D.; Laforsch, C.; Lindquist, E.; Lopez, J.; Manak, J. R.; Muller, J.; Pangilinan, J.; Patwardhan, R. P.; Pitluck, S.; Pritham, E. J.; Rechtsteiner, A.; Rho, M.; Rogozin, I. B.; Sakarya, O.; Salamov, A.; Schaack, S.; Shapiro, H.; Shiga, Y.; Skalitzky, C.; Smith, Z.; Souvorov, A.; Sung, W.; Tang, Z.; Tsuchiya, D.; Tu, H.; Vos, H.; Wang, M.; Wolf, Y. I.; Yamagata, H.; Yamada, T.; Ye, Y.; Shaw, J. R.; Andrews, J.; Crease, T. J.; Tang, H.; Lucas, S. M.; Robertson, H. M.; Bork, P.; Koonin, E. V.; Zdobnov, E. M.; Grigoriev, I. V.; Lynch, M.; Boore, J. L. (4 февраля 2011). The Ecoresponsive Genome of Daphnia pulex. Science. 331 (6017): 555–561. Bibcode:2011Sci...331..555C. doi:10.1126/science.1197761. PMC 3529199. PMID 21292972.

## Награды и почести
- Премия Раймонда Л. Линдемана, Ассоциация наук лимнологии и океанографии[англ.] (1999)[4] за статью Касерес (1997)[23]
- Президентская премия за раннюю карьеру для ученых и инженеров[англ.] (PECASE) (2003)[24]
- Постоянный член, Ассоциация наук лимнологии и океанографии[англ.] (2015)[25]
- Член Экологического общества Америки[англ.] (2016)[26]
- Член Американской ассоциации содействия развитию науки (2017)[27]